# Tuinmanswoning van Nimmerdor
De Tuinmanswoning van Nimmendor is een rijksmonument in de Nederlandse provincie Utrecht in de wijk Leusderkwartier van Amersfoort.
De kleine dienstwoning van het landgoed Nimmerdor staat aan de Arnhemseweg 213. Het staat naast het koetshuis aan het begin van de oprijlaan naar het voormalige hoofdgebouw van het landgoed. Het gebouw heeft een rechthoekige plattegrond met een afgeplat schilddak. In de gepleisterde gevels zijn horizontale lijnen aangebracht. Naast de tweelichtsvensters hangen luiken. De goot en de gootlijst zijn voorzien van houtsnijwerk.
Boven de entree is een op schoren geplaatst balkon met balusterhekwerk. Onder het dak is een houten tandlijst aangebracht. In de achtergevel bevindt zich rechts een deur. De rechter zijgevel is gespiegeld identiek aan de linker zijgevel.